# Yarrow Stadium
Das Yarrow Stadium ist ein Rugby- und Fußballstadion im Vorort Westown der neuseeländischen Stadt New Plymouth, Region Taranaki. Neben Fußball und Rugby Union wird sie auch für Cricket genutzt. Vom Magazin  New Zealand Rugby World wurde es im Mai 2009 als drittbestes Rugbystadion der Welt ausgezeichnet, da das Yarrow Stadium (auch als Stadium Taranaki während der Rugby-Union-Weltmeisterschaft 2011) den Bestimmungen des International Rugby Board als "sauberes Stadion" entspricht. Im Stadion finden maximal 25.000 Menschen Platz und es beheimatete Spiele der Rugby-Union-Weltmeisterschaft 2011 und der U-20-Fußball-Weltmeisterschaft 2015.